# Anopheles atropos
Anopheles atropos este o specie de țânțari din genul Anopheles, descrisă de Dyar și Frederick Knab în anul 1906. Conform Catalogue of Life specia Anopheles atropos nu are subspecii cunoscute.